# جووانی آلفونسو بورلی
جووانی آلفونسو بورلی، (به ایتالیایی: Giovanni Alfonso Borelli) ‏ (زاده ۱۶۰۸ در ناپل - درگذشته دسامبر ۱۶۷۹) ریاضی‌دان فیزیک‌دان و دانشمند فیزیولوژی ایتالیایی دوره رنسانس بود که اغلب از او به عنوان پدر بیومکانیک یاد می شود. بورلی که در ریاضیات آموزش دیده بود، مطالعات گسترده ای در مورد قمرهای مشتری، مکانیک حرکت حیوانات و در میکروسکوپ، در مورد اجزای تشکیل دهنده خون انجام داد. او همچنین از میکروسکوپ برای بررسی حرکت روزنه ای گیاهان استفاده کرد و مطالعاتی در زمینه پزشکی و زمین شناسی انجام داد. او اولین دانشمندی بود که توضیح داد که حرکات بدن حیوانات و انسان ها ناشی از انقباضات عضلانی است.
شهرت عمده وی در زمینه مکانیک پزشکی است. او در زمان خود یکی از چهره‌های درخشان علم بشمار می‌رفت. بورلی با گالیله ارتباط دوستی داشت. دوران او دوران پر آشوب و خفقان بود. او کوشش کرد تا نظریات گالیله و کپلر را که در مورد نیروی جاذبه بین سیارات و خورشید بود و به صورت مبهمی بیان شده بود به شکل واضح تشریح کند اما موفق نشد، 
وی تلاش کرد علم دینامیک را که به وسیلهٔ گالیله مطرح شده بود بر اساس روش دکارت، برای مطالعه در نمونه‌های عضلانی به کار ببرد که در این کار تا حدی موفق شد و در کتاب خود که با نام (درباب حرکت حیوانات) است به تشریح آن پرداخت. وی همچنین سعی کرد تا این اصول مکانیک را در مورد سایر اعضای بدن از جمله ریه و قلب و معده به کار ببرد که توفیق چندانی به دست نیاورد. بورلی زمانی که تب های همه گیر در سیسیل شایع شد دست به تحقیقات زد، او متوجه شد که تب در بیماری‌ها در اثر اوضاع جوی یا تأثیر نجومی نیست! بلکه در اثر وارد شدن چیزی از خارج به بدن به وجود می آید. او در دسامبر ۱۶۷۹ در روم درگذشت.